# Cutie and the Boxer
Cutie and the Boxer ist ein US-amerikanischer Dokumentarfilm aus dem Jahr 2013, bei dem Zachary Heinzerling Regie führte, an der Kamera stand und das Produktionsteam anführte. Die Geschichte beruht auf einer Originalvorlage von Noriko und Ushido Shinohara.
Der Film wurde für einen Oscar nominiert.  

## Inhalt
Der Film thematisiert die chaotische 40-jährige Ehe des boxenden Malers Ushiro Shinohara und seiner Frau Noriko, die in New York quasi von der Hand in den Mund leben und nie sicher sind, ob sie ihre Miete im nächsten Monat noch bezahlen können. Noriko, inzwischen 60 Jahre, unterstützt ihren 80-jährigen Mann und stellt ihre eigenen Bedürfnisse immer wieder hintan. Gezeigt wird das Porträt einer Ehe, die einerseits wild und erfolgreich war, beide sind immer noch zusammen und scheinen auch nach wie vor verliebt zu sein, auf der anderen Seite aber auch voller Enttäuschungen. Norikos Neckereien und die in den Raum gestellte Frage, warum sie immer noch bei ihm sei, lacht Ushido hinweg und oft ist es ein bitteres Lachen. 
Noriko gelingt es, von einer Frau, die bemüht ist, es ihrem anmaßenden Mann immer recht zu machen, zu einer eigenständigen Persönlichkeit heranzureifen und selbst künstlerisch tätig zu sein, indem sie Cutie-Zeichnungen über ihre Vergangenheit zu Papier bringt. 

## Kritik
Rotten Tomatoes sprach von einem schönen, gut gemachten Dokumentarfilm, der die Herausforderungen und den Reichtum, den eine Ehe bieten könne, und deren Kunst durch die Linse betrachte und ein faszinierendes und komplexes Paar erforsche.
Im Guardian schrieb Phil Hoad, Heinzerlings Film sei ein stimmiges Portrait darüber, wie Eigenheiten in Kunst und Leben aufgebaut werden würden, um Herausforderungen darzustellen. Catherine Shoard befand, die Dokumentation funktioniere am besten als Portrait [s]einer Ehe.

## Auszeichnungen (Auswahl)
Zachary Heinzerling und Lydia Dean Pilcher waren 2014 mit dem Film in der Kategorie „Bester Dokumentarfilm“ für einen Oscar nominiert, konnten sich jedoch gegenüber Morgan Neville, Gil Friesen und Caitrin Rogers und dem Film 20 Feet from Stardom nicht durchsetzen. Des Weiteren war Heinzerling nominiert für den Cinema Eye Audience Choice Prize und den Cinema Eye Honors Award sowie den DFCS Award. Eine weitere Nominierung gab es für den DGA Award und den GFCA Award sowie den Grierson Award. Nominiert wurde der Film außerdem beim Sundance Film Festival 2013 für den Grand Jury Prize und beim Tribeca Film Festival für den Audience Award. 
Gewinnen konnte Zachary Heinzerling auf dem Sundance Film Festival den Directing Award: U.S. Documentary und beim London Film Festival den Grierson Award – Special Mention. Beim Full Frame Documentary Film Festival gewann der Film den Charles E. Guggenheim Emerging Artist Award und bei den Cinema Eye Honors Awards, US den Cinema Eye Honors Award. 